# برتشم (سقز)
قرية برتشم (بالكردية: بەرچەم) هي إحدى القرى التابعة لـكولتبه في ريف قسم زيويه من مقاطعة سقز، في محافظة كردستان الإيرانية.

## السكان
حسب إحصاءات سنة 2006، بلغ إجمالي السكان في برتشم 153 نسمة وعدد المساكن 31 مسكن. لغة سكان برتشم هي اللغة الكردية و هم من أهل السنة والجماعة والمذهب الشافعي.